# MPHOSPH6
MPHOSPH6 (англ. M-phase phosphoprotein 6) – білок, який кодується однойменним геном, розташованим у людей на короткому плечі 16-ї хромосоми. Довжина поліпептидного ланцюга білка становить 160 амінокислот, а молекулярна маса — 19 024.
| 10         |  | 20         |  | 30         |  | 40         |  | 50         |
| ---------- |  | ---------- |  | ---------- |  | ---------- |  | ---------- |
| MAAERKTRLS |  | KNLLRMKFMQ |  | RGLDSETKKQ |  | LEEEEKKIIS |  | EEHWYLDLPE |
| LKEKESFIIE |  | EQSFLLCEDL |  | LYGRMSFRGF |  | NPEVEKLMLQ |  | MNAKHKAEEV |
| EDETVELDVS |  | DEEMARRYET |  | LVGTIGKKFA |  | RKRDHANYEE |  | DENGDITPIK |
| AKKMFLKPQD |  |            |  |            |  |            |  |            |

A: Аланін

C: Цистеїн

D: Аспарагінова кислота

E: Глутамінова кислота

F: Фенілаланін

G: Гліцин

H: Гістидин

I: Ізолейцин

K: Лізин

L: Лейцин

M: Метіонін

N: Аспарагін

P: Пролін

Q: Глутамін

R: Аргінін

S: Серин

T: Треонін

V: Валін

W: Триптофан

Кодований геном білок за функцією належить до фосфопротеїнів. 
Задіяний у такому біологічному процесі, як процесинг рРНК. 
Білок має сайт для зв'язування з РНК. 
Локалізований у цитоплазмі, ядрі.